# 皎梅水电站
皎梅水电站（英語：Kyaukme dam），又称上耶涯水电站，是缅甸的一座水电站。该水电站位于缅甸掸邦北部的米格河上，距离耶涯大坝上游65英里（105）。总装机容量为280MW（4×70MW），年发电量1330GWh；大坝为混凝土重力坝，最大坝高97 m。该输变电项目已由中国水电顾问集团公司于2012年成功中标并签署工程总承包合同。